# Andris Vaņins
Andris Vaņins est un footballeur professionnel letton, né le 30 avril 1980. Évoluant au poste de gardien de but, il est actuellement dans le club suisse du FC Sion en tant qu’entraîneur des gardiens.

## Biographie

### En tant que joueur
Devenu gardien à l'âge de 16 ans, c'est à ce poste qu'Andris Vaņins joue ses premiers matchs professionnels sous les couleurs du FK Ventspils lors de la saison 1998 et prend défendra les cages pendant cent neufs rencontres en six saisons avant de rejoindre la Russie et le FK Moscou en 2004.
Il ne joue qu'un seul match avec l'équipe première moscovite en Coupe de Russie mais joue à trente-et-une reprises avec l'équipe réserve. Dès la saison suivante, il revient en Lettonie en s'engageant avec le FK Venta où il ne joue qu'un match de la saison avant que le club fasse faillite et qu'il soit libéré de son contrat pour finalement revenir dans son club formateur du FK Ventspils en 2006.
Il y retrouve du temps de jeu et remporte ses premiers titres en étant Champion de Lettonie à trois reprises en 2006, 2007 et 2008 et remportant deux Coupe de Lettonie en 2007 et 2008.
Il signe en 2009 en Suisse au FC Sion où il remporte deux Coupe de Suisses en 2011 et 2015 et prend part à deux-cent-soixante rencontres en sept saisons. N'entrant plus dans les plans de l'entraineur, il quitte le clubs à l'été 2016.
Il termine sa carrière au FC Zürich où il signe alors que l'équipe est en deuxième division. Dès la première saison, il aide le club à terminer champion et remonter dans l'élite. Après soixante-cinq matchs en deux saisons, il perd sa place de titulaire et c'est du banc de touche qu'il remporte son dernier trophée avec une troisième Coupe de Suisse de sa carrière en en 2018 avant de raccrocher les crampons en 2020. 

### En tant qu'entraineur
Dès l'arrêt de sa carrière en août 2020, il devient l'assistant de l'entraineur des gardiens du FC Sion où il reste jusqu'à décembre 2021 n'ayant pas les diplômes nécessaires pour continuer.
Il prend en charge en 2022 les gardiens U18 des Grasshopper Club Zurich.
En février 2024, il devient l'entraineur des gardiens de la sélection de Lettonie.

## Carrière
| Saison                | Club                  | Championnat           | Championnat | Championnat | Coupe(s) nationale(s) | Coupe(s) nationale(s) | Compétition(s) continentale(s) | Compétition(s) continentale(s) | Compétition(s) continentale(s) | Total | Total |
| Saison                | Club                  | Division              | M.          | B.          | M.                    | B.                    | Comp.                          | M.                             | B.                             | M.    | B.    |
| 1998                  | FK Ventspils          | Virsliga              | 4           | 0           | -                     | -                     | -                              | -                              | -                              | 4     | 0     |
| 1999                  | FK Ventspils          | Virsliga              | 25          | 0           | -                     | -                     | CI                             | 4                              | 0                              | 29    | 0     |
| 2000                  | FK Ventspils          | Virsliga              | 27          | 0           | -                     | -                     | C3                             | 2                              | 0                              | 29    | 0     |
| 2001                  | FK Ventspils          | Virsliga              | 17          | 0           | -                     | -                     | C3                             | 1                              | 0                              | 18    | 0     |
| 2002                  | FK Ventspils          | Virsliga              | 13          | 0           | -                     | -                     | C3                             | 2                              | 0                              | 15    | 0     |
| 2003                  | FK Ventspils          | Virsliga              | 14          | 0           | -                     | -                     | -                              | -                              | -                              | 14    | 0     |
| Sous-total            | Sous-total            | Sous-total            | 100         | 0           | -                     | -                     | -                              | 9                              | 0                              | 109   | 0     |
| 2004                  | FK Moscou             | Premier Liga          | -           | -           | 1                     | 0                     | -                              | -                              | -                              | 1     | 0     |
| 2005                  | FK Venta Kuldiga      | Virsliga              | 1           | 0           | -                     | -                     | -                              | -                              | -                              | 1     | 0     |
| 2006                  | FK Ventspils          | Virsliga              | 28          | 0           | -                     | -                     | C3                             | 4                              | 0                              | 32    | 0     |
| 2007                  | FK Ventspils          | Virsliga              | 12          | 0           | 1                     | 0                     | C1                             | 1                              | 0                              | 14    | 0     |
| 2008                  | FK Ventspils          | Virsliga              | 25          | 0           | 2                     | 0                     | C1                             | 3                              | 0                              | 30    | 0     |
| 2009                  | FK Ventspils          | Virsliga              | 13          | 0           | -                     | -                     | -                              | -                              | -                              | 13    | 0     |
| Sous-total            | Sous-total            | Sous-total            | 78          | 0           | 3                     | 0                     | -                              | 8                              | 0                              | 89    | 0     |
| 2009-2010             | FC Sion               | Super League          | 36          | 0           | 2                     | 0                     | C3                             | 2                              | 0                              | 40    | 0     |
| 2010-2011             | FC Sion               | Super League          | 33          | 0           | 5                     | 0                     | -                              | -                              | -                              | 38    | 0     |
| 2011-2012             | FC Sion               | Super League          | 34          | 0           | 2                     | 0                     | C3                             | 2                              | 0                              | 38    | 0     |
| 2012-2013             | FC Sion               | Super League          | 36          | 0           | 5                     | 0                     | -                              | -                              | -                              | 41    | 0     |
| 2013-2014             | FC Sion               | Super League          | 35          | 0           | 3                     | 0                     | -                              | -                              | -                              | 38    | 0     |
| 2014-2015             | FC Sion               | Super League          | 23          | 0           | 3                     | 0                     | -                              | -                              | -                              | 26    | 0     |
| 2015-2016             | FC Sion               | Super League          | 28          | 0           | 3                     | 0                     | C3                             | 8                              | 0                              | 39    | 0     |
| Sous-total            | Sous-total            | Sous-total            | 225         | 0           | 23                    | 0                     | -                              | 12                             | 0                              | 260   | 0     |
| 2016-2017             | FC Zürich             | Challenge League      | 33          | 0           | 4                     | 0                     | C3                             | 6                              | 0                              | 43    | 0     |
| 2017-2018             | FC Zürich             | Super League          | 22          | 0           | -                     | -                     | -                              | -                              | -                              | 22    | 0     |
| 2018-2019             | FC Zürich             | Super League          | 2           | 0           | 5                     | 0                     | C3                             | 1                              | 0                              | 8     | 0     |
| 2019-2020             | FC Zürich             | Super League          | 2           | 0           | 1                     | 0                     | -                              | -                              | -                              | 3     | 0     |
| Sous-total            | Sous-total            | Sous-total            | 59          | 0           | 10                    | 0                     | -                              | 7                              | 0                              | 76    | 0     |
| Total sur la carrière | Total sur la carrière | Total sur la carrière | 463         | 0           | 37                    | 0                     | -                              | 29                             | 0                              | 529   | 0     |

## Palmarès
- Il est Champion de Lettonie en 2006, 2007 et 2008 et vice-champion de Lettonie en 2000, 2001, 2002 et 2009 avec le FK Ventspils
- Vainqueur de la Coupe de Suisse en 2011 et 2015 avec le FC Sion et en 2018 avec le FC Zürich
- Vainqueur de la Coupe de Lettonie en 2007 et 2008 avec le FK Ventspils
- Il est Champion de deuxième division Suisse en en 2017 avec le FC Zurich

## Distinctions
- Meilleur gardien du championnat de Lettonie 2006
- Footballeur letton de l'année 2008, 2013, 2015, 2016 et 2017
- Meilleur gardien du championnat de Suisse  Super League 2011